# アナウンサー百年百話
『アナウンサー百年百話』（アナウンサーひゃくねんひゃくわ）はNHKラジオ第2で2022年4月6日から放送しているラジオのアーカイブ番組。

## 概要
NHKラジオ第2では、これまで、NHKアナウンス室制作の番組として、主に、NHKアナウンサーによることばに関する講座番組を制作・放送してきたが、2022年度の番組改定をもって、歴代のNHKアナウンサーによる証言を放送するラジオ番組として、刷新することになった。
この番組では、2025年にラジオの放送開始100年を控え、歴代のNHKのアナウンサーの証言を基に放送の100年を振り返るもので、新たな音源に加え資料の掘り起こしに取り組むと共に、いろんなメディアと連携・展開すると共に、「NHKの貴重な財産」を社会還元するもの。
パイロット版として、2022年3月13日にNHKアナウンサーの池田伸子を進行役に、ゲストにタレントの松村邦洋を迎え、ラジオドラマの一つである「架空実況放送」を振り返った。また、2022年3月20日にはそのラジオドラマの一つである「架空実況放送」に出演したNHKアナウンサーに舞台裏をうかがった。
2022年度と2023年4月から12月はアナウンサーが交替で番組を進行していたが、2024年1月分から斎藤孝とNHKアナウンサーの小林千恵で進行することになり、2024年4月から本格的に斎藤孝がこの番組にレギュラー出演することになった。また、2025年度のラジオ第2の閉局を見越して、NHK-FMでも放送されることになった。
2025年度はNHKアナウンサーの小林千恵に替わってNHKアナウンサーの後藤理が新たに担当する。

## 放送時間

### 2022年度
- 毎週水曜日 10:30 - 10:45[6]
- 毎週水曜日 22:00 - 22:15（再放送）[6]
- 毎週土曜日 15:45 - 16:00（再放送）[6]

### 2023年度
- 毎週水曜日 22:00 - 22:15[7]
- 毎週土曜日 15:45 - 16:00（再放送）[7]
- 毎週水曜日 10:30 - 10:45（再放送）[7]

### 2024年度
- ラジオ第2・毎週水曜日 22:00 - 22:15・毎週日曜日 17:45 - 18:00（再放送）[8]
- NHK-FM・毎週木曜日 17:40 - 17:55[8]

### 2025年度
- ラジオ第2・毎週水曜日 22:00 - 22:15・毎週土曜日 15:15 - 15:30（再放送）・毎週日曜日 17:45 - 18:00（再放送）[9]
- NHK-FM・毎週木曜日 17:40 - 17:55[9]

## 放送エピソードリスト
（出典：）
- いずれも4週完結であるため、5週目があるときは4週目の再放送か、アンコール放送に当てている。

### 2022年
| 回  | 初回放送日 | テーマ                                                      | テーマ                                                      | ゲスト                | 聞き手   |
| --- | ---------- | ----------------------------------------------------------- | ----------------------------------------------------------- | --------------------- | -------- |
| P-1 | 3月13日    | 架空実況放送                                                | 架空実況放送                                                | 松村邦洋              | 池田伸子 |
| P-2 | 3月20日    | 架空実況放送                                                | 架空実況放送                                                | 松村邦洋              | 池田伸子 |
| 1   | 4月6日     | 放送の誕生。第一声は〜アナウンサーの役割を探る〜            | 放送の誕生。第一声は〜アナウンサーの役割を探る〜            | YOU                   | 阿部渉   |
| 2   | 4月13日    | 聞く人に“笑顔”を!〜元アナウンサー・カムカムおじさん         | 聞く人に“笑顔”を!〜元アナウンサー・カムカムおじさん         | YOU                   | 阿部渉   |
| 3   | 4月20日    | 徹底リサーチ!玉音放送の英語版とカムカムおじさん             | 徹底リサーチ!玉音放送の英語版とカムカムおじさん             | YOU                   | 阿部渉   |
| 4   | 4月27日    | スポーツ放送コトはじめ 野球実況と大相撲実況のはじまり       | スポーツ放送コトはじめ 野球実況と大相撲実況のはじまり       | YOU                   | 阿部渉   |
| 5   | 5月4日     | 戦後・沖縄初のアナウンサー川平朝清さん（前後編2回シリーズ） | 戦後・沖縄初のアナウンサー川平朝清さん（前後編2回シリーズ） | ジョン・カビラ        | 大橋拓   |
| 6   | 5月11日    | 戦後・沖縄初のアナウンサー川平朝清さん（前後編2回シリーズ） | 戦後・沖縄初のアナウンサー川平朝清さん（前後編2回シリーズ） | ジョン・カビラ        | 大橋拓   |
| 7   | 5月18日    | 車は左側通行に!“730大作戦”                                  | 車は左側通行に!“730大作戦”                                  | ジョン・カビラ        | 大橋拓   |
| 8   | 5月25日    | 沖縄を伝え継ぐ                                              | 沖縄を伝え継ぐ                                              | ジョン・カビラ        | 大橋拓   |
| 9   | 6月1日     | 災害報道の歴史から何を見いだすか                            | 災害報道〜現場から何を伝えるか〜                            | 小芝風花              | 武田真一 |
| 10  | 6月8日     | 災害報道の歴史から何を見いだすか                            | 被害を減らす報道の役割とは?伊勢湾台風                       | 小芝風花              | 武田真一 |
| 11  | 6月15日    | 災害報道の歴史から何を見いだすか                            | 音源・原稿資料を発掘。災害報道で伝えようとしていたことは?   | 小芝風花              | 武田真一 |
| 12  | 6月22日    | 災害報道の歴史から何を見いだすか                            | ライフライン、安否情報の始まり。アナウンサーが伝えたこと    | 小芝風花              | 武田真一 |
| 13  | 7月6日     | 高校野球実況の形を作り上げた先達たち                        | 高校野球実況の形を作り上げた先達たち                        | 足立佳奈              | 横山哲也 |
| 14  | 7月13日    | 史上初 決勝引き分け再試合 昭和44年夏 松山商 vs 三沢         | 史上初 決勝引き分け再試合 昭和44年夏 松山商 vs 三沢         | 足立佳奈              | 横山哲也 |
| 15  | 7月20日    | 逆転サヨナラで決着 昭和53年夏決勝 PL学園 vs 高知商          | 逆転サヨナラで決着 昭和53年夏決勝 PL学園 vs 高知商          | 足立佳奈              | 横山哲也 |
| 16  | 7月27日    | 両エースの”熱投” 平成18年夏決勝 駒大苫小牧 vs 早稲田実      | 両エースの”熱投” 平成18年夏決勝 駒大苫小牧 vs 早稲田実      | 足立佳奈              | 横山哲也 |
| 17  | 8月3日     | 「サハリン残留日本人に思いを寄せて」（前編）                | 「サハリン残留日本人に思いを寄せて」（前編）                | いとうせいこう        | 鎌倉千秋 |
| 18  | 8月10日    | 「サハリン残留日本人に思いを寄せて」（後編）                | 「サハリン残留日本人に思いを寄せて」（後編）                | いとうせいこう        | 鎌倉千秋 |
| 19  | 8月17日    | 「ラジオで沖縄の戦後復興を」（前編）                        | 「ラジオで沖縄の戦後復興を」（前編）                        | いとうせいこう        | 鎌倉千秋 |
| 20  | 8月24日    | 「ラジオで沖縄の戦後復興を」（後編）                        | 「ラジオで沖縄の戦後復興を」（後編）                        | いとうせいこう        | 鎌倉千秋 |
| 21  | 10月5日    | 「架空実況放送〜関ヶ原の戦い〜」（前編）                    | 「架空実況放送〜関ヶ原の戦い〜」（前編）                    | 西村まさ彦            | 杉浦友紀 |
| 22  | 10月12日   | 「架空実況放送〜関ヶ原の戦い〜」（後編）                    | 「架空実況放送〜関ヶ原の戦い〜」（後編）                    | 西村まさ彦            | 杉浦友紀 |
| 23  | 10月19日   | 「架空実況放送〜め組の喧嘩〜」（前編）                      | 「架空実況放送〜め組の喧嘩〜」（前編）                      | 西村まさ彦            | 杉浦友紀 |
| 24  | 10月26日   | 「架空実況放送〜め組の喧嘩〜」（後編）                      | 「架空実況放送〜め組の喧嘩〜」（後編）                      | 西村まさ彦            | 杉浦友紀 |
| 25  | 11月2日    | 歌舞伎放送ことはじめ                                        | 歌舞伎放送ことはじめ                                        | 木ノ下裕一            | 中條誠子 |
| 26  | 11月9日    | 芝居と一体化!歌舞伎の名実況                                 | 芝居と一体化!歌舞伎の名実況                                 | 木ノ下裕一            | 中條誠子 |
| 27  | 11月16日   | 俳優の素顔を伝える!テレビ時代の歌舞伎放送                   | 俳優の素顔を伝える!テレビ時代の歌舞伎放送                   | 山川静夫              | 中條誠子 |
| 28  | 11月23日   | 知らない人をもいざなう!現代の歌舞伎解説                     | 知らない人をもいざなう!現代の歌舞伎解説                     | 木ノ下裕一 葛西聖司   | 中條誠子 |
| 29  | 12月7日    | 紅白はじめて物語                                            | 紅白はじめて物語                                            | 高橋みなみ            | 小松宏司 |
| 30  | 12月14日   | 歌手と司会者“あうん”の呼吸                                  | 歌手と司会者“あうん”の呼吸                                  | 高橋みなみ 細川たかし | 小松宏司 |
| 31  | 12月21日   | 時代が見える!曲紹介で振り返る紅白歌合戦（1）                | 時代が見える!曲紹介で振り返る紅白歌合戦（1）                | 寺坂直毅              | 小松宏司 |
| 32  | 12月28日   | 時代が見える!曲紹介で振り返る紅白歌合戦（2）                | 時代が見える!曲紹介で振り返る紅白歌合戦（2）                | 寺坂直毅              | 小松宏司 |

- 9月は6月放送分のアンコール放送。

### 2023年
| 回 | 初回放送日 | テーマ                                                                      | テーマ                                                                      | ゲスト                   | 聞き手     |
| -- | ---------- | --------------------------------------------------------------------------- | --------------------------------------------------------------------------- | ------------------------ | ---------- |
| 33 | 1月4日     | ラジオが届けた大相撲 〜実況アナ100年前の試行錯誤〜                          | ラジオが届けた大相撲 〜実況アナ100年前の試行錯誤〜                          | 市川紗椰                 | 太田雅英   |
| 34 | 1月11日    | 双葉山現る! 〜大横綱を伝えた先人たち〜                                      | 双葉山現る! 〜大横綱を伝えた先人たち〜                                      | 市川紗椰                 | 太田雅英   |
| 35 | 1月18日    | ラジオからテレビへ 〜手に汗握る世紀の大一番〜                               | ラジオからテレビへ 〜手に汗握る世紀の大一番〜                               | 市川紗椰                 | 太田雅英   |
| 36 | 1月25日    | 誕生!名解説 〜神風・玉の海・北の富士〜                                      | 誕生!名解説 〜神風・玉の海・北の富士〜                                      | 市川紗椰                 | 太田雅英   |
| 37 | 3月1日     | 作家・林芙美子さん〜“窮すれば通ず”の人生哲学〜                              | 作家・林芙美子さん〜“窮すれば通ず”の人生哲学〜                              | 山田五郎                 | 廣瀬智美   |
| 38 | 3月8日     | 作家・三島由紀夫さん〜戦後を代表する文豪の葛藤〜                            | 作家・三島由紀夫さん〜戦後を代表する文豪の葛藤〜                            | 山田五郎                 | 廣瀬智美   |
| 39 | 3月15日    | 長嶋茂雄さん〜現役引退直後に語った野球人生〜                                | 長嶋茂雄さん〜現役引退直後に語った野球人生〜                                | 山田五郎                 | 廣瀬智美   |
| 40 | 3月22日    | やなせたかしさん〜アンパンマンに込めた想い〜                                | やなせたかしさん〜アンパンマンに込めた想い〜                                | 山田五郎                 | 廣瀬智美   |
| 41 | 4月5日     | のど自慢誕生物語                                                            | のど自慢誕生物語                                                            | 小田切千 徳田章 北島三郎 | 片山千恵子 |
| 42 | 4月12日    | 人間ドキュメンタリー・のど自慢〜金子辰雄アナ                                | 人間ドキュメンタリー・のど自慢〜金子辰雄アナ                                | 小田切千 徳田章          | 片山千恵子 |
| 43 | 4月19日    | 日本を元気にする!のど自慢〜徳田章アナ                                       | 日本を元気にする!のど自慢〜徳田章アナ                                       | 小田切千 徳田章          | 片山千恵子 |
| 44 | 4月26日    | 心と心をつなぐ「のど自慢」〜小田切千アナ                                    | 心と心をつなぐ「のど自慢」〜小田切千アナ                                    | 小田切千 徳田章          | 片山千恵子 |
| 45 | 5月3日     | 女性アナウンサーが開いた放送の扉～ニュースとナレーション～                  | 女性アナウンサーが開いた放送の扉～ニュースとナレーション～                  | 加賀美幸子               | 中條誠子   |
| 46 | 5月10日    | 女性アナウンサーが開いた放送の扉～初めてのバラエティー番組～                | 女性アナウンサーが開いた放送の扉～初めてのバラエティー番組～                | 加賀美幸子               | 中條誠子   |
| 47 | 5月17日    | 女性アナウンサーが開いた放送の扉～伝えたい思い～                            | 女性アナウンサーが開いた放送の扉～伝えたい思い～                            | 山根基世                 | 中條誠子   |
| 48 | 5月24日    | 女性アナウンサーが開いた放送の扉～放送人の原点～                            | 女性アナウンサーが開いた放送の扉～放送人の原点～                            | 山根基世                 | 中條誠子   |
| 49 | 7月5日     | 日本サッカー草創期 実況アナが伝えた“世界”                                   | 日本サッカー草創期 実況アナが伝えた“世界”                                   | 眞嶋優 山本浩            | 曽根優     |
| 50 | 7月12日    | Jリーグとともに歩んだ アナウンサー30年のあゆみ                              | Jリーグとともに歩んだ アナウンサー30年のあゆみ                              | 眞嶋優 山本浩            | 曽根優     |
| 51 | 7月19日    | サッカー日本代表 歴史的瞬間を伝えたアナウンサー                             | サッカー日本代表 歴史的瞬間を伝えたアナウンサー                             | 眞嶋優 山本浩 野地俊二   | 曽根優     |
| 52 | 7月26日    | 伝説の天皇杯決勝 解説者と伝えたフリューゲルス最後の雄姿                     | 伝説の天皇杯決勝 解説者と伝えたフリューゲルス最後の雄姿                     | 眞嶋優 山本浩            | 曽根優     |
| 53 | 8月2日     | ラジオが伝えた戦争 ラジオは国策のためのメディアへ〜話法・淡々調の誕生〜     | ラジオが伝えた戦争 ラジオは国策のためのメディアへ〜話法・淡々調の誕生〜     | 梯久美子                 | 山田賢治   |
| 54 | 8月9日     | ラジオが伝えた戦争 戦争の宣伝～淡々調から雄たけび調へ～                     | ラジオが伝えた戦争 戦争の宣伝～淡々調から雄たけび調へ～                     | 梯久美子                 | 山田賢治   |
| 55 | 8月16日    | ラジオが伝えた戦争 戦局の悪化と終戦報道                                     | ラジオが伝えた戦争 戦局の悪化と終戦報道                                     | 梯久美子                 | 山田賢治   |
| 56 | 8月23日    | ラジオが伝えた戦争 マイクの解放とガード下の娘たち                           | ラジオが伝えた戦争 マイクの解放とガード下の娘たち                           | 太田奈名子               | 山田賢治   |
| 57 | 10月4日    | シリーズ アナウンサーに聞く(1) 桜井洋子さん 〜スタジオを離れ現場へ〜        | シリーズ アナウンサーに聞く(1) 桜井洋子さん 〜スタジオを離れ現場へ〜        | 桜井洋子                 | 守本奈実   |
| 58 | 10月11日   | シリーズ アナウンサーに聞く(2) 桜井洋子さん 〜現場を大事に災害に向き合う〜  | シリーズ アナウンサーに聞く(2) 桜井洋子さん 〜現場を大事に災害に向き合う〜  | 桜井洋子                 | 守本奈実   |
| 59 | 10月18日   | シリーズ アナウンサーに聞く(3) 松平定知さん 〜伝わることば 話し方3原則〜    | シリーズ アナウンサーに聞く(3) 松平定知さん 〜伝わることば 話し方3原則〜    | 松平定知                 | 守本奈実   |
| 60 | 10月25日   | シリーズ アナウンサーに聞く(4) 松平定知さん 〜時代の変化 全身全霊で伝える〜 | シリーズ アナウンサーに聞く(4) 松平定知さん 〜時代の変化 全身全霊で伝える〜 | 松平定知                 | 守本奈実   |
| 61 | 11月1日    | 深夜放送からはじまった(1) 若者の心をとらえたフリートーク                    | 深夜放送からはじまった(1) 若者の心をとらえたフリートーク                    | 黒沢かずこ 齋藤安弘      | 大川悠介   |
| 62 | 11月8日    | 深夜放送からはじまった(2) 若者に届け 真夜中の音楽                           | 深夜放送からはじまった(2) 若者に届け 真夜中の音楽                           | 黒沢かずこ 柳澤健        | 大川悠介   |
| 63 | 11月15日   | 深夜放送からはじまった(3) 深夜便 新しい境地を切り開いて                     | 深夜放送からはじまった(3) 深夜便 新しい境地を切り開いて                     | 黒沢かずこ 須磨佳津江    | 大川悠介   |
| 64 | 11月22日   | 深夜放送からはじまった(4) 深夜便から広がるリスナーの輪                      | 深夜放送からはじまった(4) 深夜便から広がるリスナーの輪                      | 黒沢かずこ 村上里和      | 大川悠介   |
| 65 | 12月6日    | 紅白歌合戦とアナウンサー 総合司会は何する人ぞ 〜時間の番人として〜          | 紅白歌合戦とアナウンサー 総合司会は何する人ぞ 〜時間の番人として〜          | 宮本隆治 寺坂直毅        | 吉田一貴   |
| 66 | 12月13日   | 紅白歌合戦とアナウンサー 総合司会は何する人ぞ 〜番組を支える額縁であれ〜    | 紅白歌合戦とアナウンサー 総合司会は何する人ぞ 〜番組を支える額縁であれ〜    | 宮本隆治 寺坂直毅        | 吉田一貴   |
| 67 | 12月20日   | 紅白歌合戦とアナウンサー 実況描写で伝える!ラジオ紅白                        | 紅白歌合戦とアナウンサー 実況描写で伝える!ラジオ紅白                        | 宮本隆治 小田切千        | 吉田一貴   |
| 68 | 12月27日   | 紅白歌合戦とアナウンサー ラジオでどう伝える?あの衣装・あの演出              | 紅白歌合戦とアナウンサー ラジオでどう伝える?あの衣装・あの演出              | 宮本隆治 小田切千        | 吉田一貴   |

- 2月は2022年11月放送分のアンコール放送。
- 6月は2022年10月放送分のアンコール放送。
- 9月は1月放送分のアンコール放送。

### 2024年

#### 1月 - 3月
| 回 | 初回放送日 | テーマ                                                               | テーマ                                                               | ゲスト | 聞き手   |
| -- | ---------- | -------------------------------------------------------------------- | -------------------------------------------------------------------- | ------ | -------- |
| 69 | 1月3日     | インタビューとアナウンサー わが町にスターがやってきた 〜笠置シヅ子〜 | インタビューとアナウンサー わが町にスターがやってきた 〜笠置シヅ子〜 | 齋藤孝 | 小林千恵 |
| 70 | 1月10日    | インタビューとアナウンサー 向田邦子 〜ことばの力・気持ちを引き出す〜 | インタビューとアナウンサー 向田邦子 〜ことばの力・気持ちを引き出す〜 | 齋藤孝 | 小林千恵 |
| 71 | 1月17日    | インタビューとアナウンサー 坂口安吾 〜会話の続け方、真意を引き出す〜 | インタビューとアナウンサー 坂口安吾 〜会話の続け方、真意を引き出す〜 | 齋藤孝 | 小林千恵 |
| 71 | 1月24日    | インタビューとアナウンサー 石原裕次郎 〜良い距離感・懐に入る〜       | インタビューとアナウンサー 石原裕次郎 〜良い距離感・懐に入る〜       | 齋藤孝 | 小林千恵 |
| 72 | 3月6日     | 高度経済成長期 時代を見つめて(1) 「皇太子ご成婚」祝賀パレード中継    | 高度経済成長期 時代を見つめて(1) 「皇太子ご成婚」祝賀パレード中継    | 齋藤孝 | 小林千恵 |
| 73 | 3月13日    | 高度経済成長期 時代を見つめて(2) 東海道新幹線 全線中継!              | 高度経済成長期 時代を見つめて(2) 東海道新幹線 全線中継!              | 齋藤孝 | 小林千恵 |
| 74 | 3月20日    | 高度経済成長期 時代を見つめて(3) 初の世界同時生中継                  | 高度経済成長期 時代を見つめて(3) 初の世界同時生中継                  | 齋藤孝 | 小林千恵 |
| 75 | 3月27日    | 高度経済成長期 時代を見つめて(4) 大阪万博と時代の影                  | 高度経済成長期 時代を見つめて(4) 大阪万博と時代の影                  | 齋藤孝 | 小林千恵 |

- 2月は2023年3月放送分のアンコール放送。

#### 4月 -
| 回  | 初回放送日 | テーマ                                                                       | テーマ                                                                       |
| --- | ---------- | ---------------------------------------------------------------------------- | ---------------------------------------------------------------------------- |
| 76  | 4月3日     | ことばの応援団(1) 思いを伝えるテクニック                                     | ことばの応援団(1) 思いを伝えるテクニック                                     |
| 77  | 4月10日    | ことばの応援団(2) あの人が考える「ことば」                                   | ことばの応援団(2) あの人が考える「ことば」                                   |
| 78  | 4月17日    | ことばの応援団(3) 時代を映す現場のことば                                     | ことばの応援団(3) 時代を映す現場のことば                                     |
| 79  | 4月24日    | ことばの応援団(4) ふるさとのことばを大切に                                   | ことばの応援団(4) ふるさとのことばを大切に                                   |
| 80  | 5月1日     | アナウンサーはじめて物語(1) はじめてのアナウンサー 抜群の機転 大羽仙外さん   | アナウンサーはじめて物語(1) はじめてのアナウンサー 抜群の機転 大羽仙外さん   |
| 81  | 5月8日     | アナウンサーはじめて物語(2) アナウンサーの羅針盤を示した小森幸正さん         | アナウンサーはじめて物語(2) アナウンサーの羅針盤を示した小森幸正さん         |
| 82  | 5月15日    | アナウンサーはじめて物語(3) ラジオ体操一筋 江木理一さん                      | アナウンサーはじめて物語(3) ラジオ体操一筋 江木理一さん                      |
| 83  | 5月22日    | アナウンサーはじめて物語(4) スポーツ実況の扉を開いた松内則三さん             | アナウンサーはじめて物語(4) スポーツ実況の扉を開いた松内則三さん             |
| 84  | 7月3日     | オリンピック放送とアナウンサー 第1回 時代をうつす開会式                      | オリンピック放送とアナウンサー 第1回 時代をうつす開会式                      |
| 85  | 7月10日    | オリンピック放送とアナウンサー 第2回 そのとき、会場の熱気が伝わった          | オリンピック放送とアナウンサー 第2回 そのとき、会場の熱気が伝わった          |
| 86  | 7月17日    | オリンピック放送とアナウンサー 第3回 思わず感情を吐露したアナウンサーたち    | オリンピック放送とアナウンサー 第3回 思わず感情を吐露したアナウンサーたち    |
| 87  | 7月24日    | オリンピック放送とアナウンサー 第4回 名実況あれこれ                          | オリンピック放送とアナウンサー 第4回 名実況あれこれ                          |
| 88  | 8月7日     | ラジオが伝えた戦争 第1回 「ラジオ太郎」と戦意高揚の時代                      | ラジオが伝えた戦争 第1回 「ラジオ太郎」と戦意高揚の時代                      |
| 89  | 8月14日    | ラジオが伝えた戦争 第2回 少國民の時間と終戦                                  | ラジオが伝えた戦争 第2回 少國民の時間と終戦                                  |
| 90  | 8月21日    | ラジオが伝えた戦争 第3回 ゼロアワーと東京ローズ                              | ラジオが伝えた戦争 第3回 ゼロアワーと東京ローズ                              |
| 91  | 8月28日    | ラジオが伝えた戦争 第4回 サンフランシスコ講和会議 戦後に向かって             | ラジオが伝えた戦争 第4回 サンフランシスコ講和会議 戦後に向かって             |
| 92  | 9月4日     | 歴史を見つめたアナウンサー 第1回 ケネディ暗殺 初の日米衛星中継は悲劇を伝えた | 歴史を見つめたアナウンサー 第1回 ケネディ暗殺 初の日米衛星中継は悲劇を伝えた |
| 93  | 9月11日    | 歴史を見つめたアナウンサー 第2回 あさま山荘事件 異例の長時間中継(1)          | 歴史を見つめたアナウンサー 第2回 あさま山荘事件 異例の長時間中継(1)          |
| 94  | 9月18日    | 歴史を見つめたアナウンサー 第3回 あさま山荘事件 異例の長時間中継(2)          | 歴史を見つめたアナウンサー 第3回 あさま山荘事件 異例の長時間中継(2)          |
| 95  | 9月25日    | 歴史を見つめたアナウンサー 第4回 日航機墜落事故 原稿を捨てて伝えるとき       | 歴史を見つめたアナウンサー 第4回 日航機墜落事故 原稿を捨てて伝えるとき       |
| 96  | 10月2日    | 戦後復興を支えたバラエティ番組 最初のクイズ番組 話の泉                       | 戦後復興を支えたバラエティ番組 最初のクイズ番組 話の泉                       |
| 97  | 10月9日    | 戦後復興を支えたバラエティ番組 正解にたどり着けるか 「二十の扉」             | 戦後復興を支えたバラエティ番組 正解にたどり着けるか 「二十の扉」             |
| 98  | 10月16日   | 戦後復興を支えたバラエティ番組 アナウンサーは先生 とんち教室                 | 戦後復興を支えたバラエティ番組 アナウンサーは先生 とんち教室                 |
| 99  | 10月23日   | 戦後復興を支えたバラエティ番組 歌って当てる「三つの歌」                      | 戦後復興を支えたバラエティ番組 歌って当てる「三つの歌」                      |
| 100 | 12月4日    | 語りの世界と向き合う ラジオ朗読の原点                                        | 語りの世界と向き合う ラジオ朗読の原点                                        |
| 100 | 12月11日   | 語りの世界と向き合う 中西龍 語りの世界                                       | 語りの世界と向き合う 中西龍 語りの世界                                       |
| 100 | 12月18日   | 語りの世界と向き合う 作品世界によりそう語り                                  | 語りの世界と向き合う 作品世界によりそう語り                                  |
| 101 | 12月25日   | 語りの世界と向き合う 語りの楽しさを多くの人へ                                | 語りの世界と向き合う 語りの楽しさを多くの人へ                                |

- 6月は2023年10月放送分のアンコール放送。
- 11月は2024年3月放送分のアンコール放送。

### 2025年
| 回  | 初回放送日 | テーマ                                                                           | テーマ                                                                           |
| --- | ---------- | -------------------------------------------------------------------------------- | -------------------------------------------------------------------------------- |
| 102 | 1月8日     | 災害と向き合い続けて 住田功一さん(1) 阪神淡路大震災 ふるさとから伝えて           | 災害と向き合い続けて 住田功一さん(1) 阪神淡路大震災 ふるさとから伝えて           |
| 103 | 1月15日    | 災害と向き合い続けて 住田功一さん(2) 阪神淡路大震災を見つめる意味                | 災害と向き合い続けて 住田功一さん(2) 阪神淡路大震災を見つめる意味                |
| 104 | 1月22日    | 災害と向き合い続けて 津田喜章アナウンサー(1) 東日本大震災 被災した人に耳を傾ける | 災害と向き合い続けて 津田喜章アナウンサー(1) 東日本大震災 被災した人に耳を傾ける |
| 105 | 1月29日    | 災害と向き合い続けて 津田喜章アナウンサー(2) 東日本大震災 被災地の人たちの今     | 災害と向き合い続けて 津田喜章アナウンサー(2) 東日本大震災 被災地の人たちの今     |
| 106 | 3月5日     | 新しいアナウンサーを目指して テレビ時代のアナウンサー                            | 新しいアナウンサーを目指して テレビ時代のアナウンサー                            |
| 107 | 3月12日    | 新しいアナウンサーを目指して 新しいニュースの伝え方                              | 新しいアナウンサーを目指して 新しいニュースの伝え方                              |
| 108 | 3月19日    | 新しいアナウンサーを目指して ビデオカメラ時代のリポーター                        | 新しいアナウンサーを目指して ビデオカメラ時代のリポーター                        |
| 109 | 3月26日    | 新しいアナウンサーを目指して ヘリコプター中継への挑戦                            | 新しいアナウンサーを目指して ヘリコプター中継への挑戦                            |
| 110 | 4月2日     | 地域に根差したアナウンサー 音楽文化の発信拠点へ                                  | 地域に根差したアナウンサー 音楽文化の発信拠点へ                                  |
| 111 | 4月9日     | 地域に根差したアナウンサー ラジオドラマ「伸びゆく若葉」                          | 地域に根差したアナウンサー ラジオドラマ「伸びゆく若葉」                          |
| 112 | 4月16日    | 地域に根差したアナウンサー テレビが町にやってきた                                | 地域に根差したアナウンサー テレビが町にやってきた                                |
| 113 | 4月23日    | 地域に根差したアナウンサー 幻の声から原爆の日を伝える                            | 地域に根差したアナウンサー 幻の声から原爆の日を伝える                            |
| 114 | 5月7日     | 放送のことばと向き合うアナウンサー はじめの採用試験                              | 放送のことばと向き合うアナウンサー はじめの採用試験                              |
| 115 | 5月14日    | 放送のことばと向き合うアナウンサー アクセント辞典の誕生                          | 放送のことばと向き合うアナウンサー アクセント辞典の誕生                          |
| 116 | 5月21日    | 放送のことばと向き合うアナウンサー アナウンサーの教科書                          | 放送のことばと向き合うアナウンサー アナウンサーの教科書                          |
| 117 | 5月28日    | 放送のことばと向き合うアナウンサー 伝わる言葉を見つめ続けて                      | 放送のことばと向き合うアナウンサー 伝わる言葉を見つめ続けて                      |
| 118 | 7月2日     | 災害報道で命を守る 現場を知ることが災害報道の原点                                | 災害報道で命を守る 現場を知ることが災害報道の原点                                |
| 119 | 7月9日     | 災害報道で命を守る 命を守る“呼びかけ”を目指して                                  | 災害報道で命を守る 命を守る“呼びかけ”を目指して                                  |
| 120 | 7月16日    | 災害報道で命を守る “呼びかけ”で高める地域の防災力                                | 災害報道で命を守る “呼びかけ”で高める地域の防災力                                |
| 121 | 7月23日    | 災害報道で命を守る “やさしいことば”で伝える                                      | 災害報道で命を守る “やさしいことば”で伝える                                      |
| 122 | 8月6日     | 戦後80年 アナウンサーの証言から 兵に告ぐ 二・二六事件                            | 戦後80年 アナウンサーの証言から 兵に告ぐ 二・二六事件                            |
| 123 | 8月13日    | 戦後80年 アナウンサーの証言から 太平洋戦争 開戦と終戦に立ち会ったアナウンサー    | 戦後80年 アナウンサーの証言から 太平洋戦争 開戦と終戦に立ち会ったアナウンサー    |
| 124 | 8月20日    | 戦後80年 アナウンサーの証言から 空襲警報を伝え続けて                             | 戦後80年 アナウンサーの証言から 空襲警報を伝え続けて                             |
| 125 | 8月27日    | 戦後80年 アナウンサーの証言から 100歳を前に 平和の尊さ                           | 戦後80年 アナウンサーの証言から 100歳を前に 平和の尊さ                           |

- 2月は2024年9月放送分のアンコール放送。
- 6月は2024年3月放送分のアンコール放送。